# 八坂寺 (徳島県海陽町)
八坂寺（やさかでら）は徳島県海部郡海陽町に所在する高野山真言宗の寺院。八坂山（やさかざん）、正覚院（ しょうがくいん）と号す。本尊は弘法大師。四国八十八箇所霊場番外札所、四国別格二十霊場四番札所、阿波七福神霊場・布袋尊札所。通称は鯖大師本坊または鯖大師。
- 本尊真言：南無大師遍照金剛
- ご詠歌：かげだにも 我名を知れよ 一つ松 古今来世を すくひ導く

## 由緒

### 弘法大師伝説

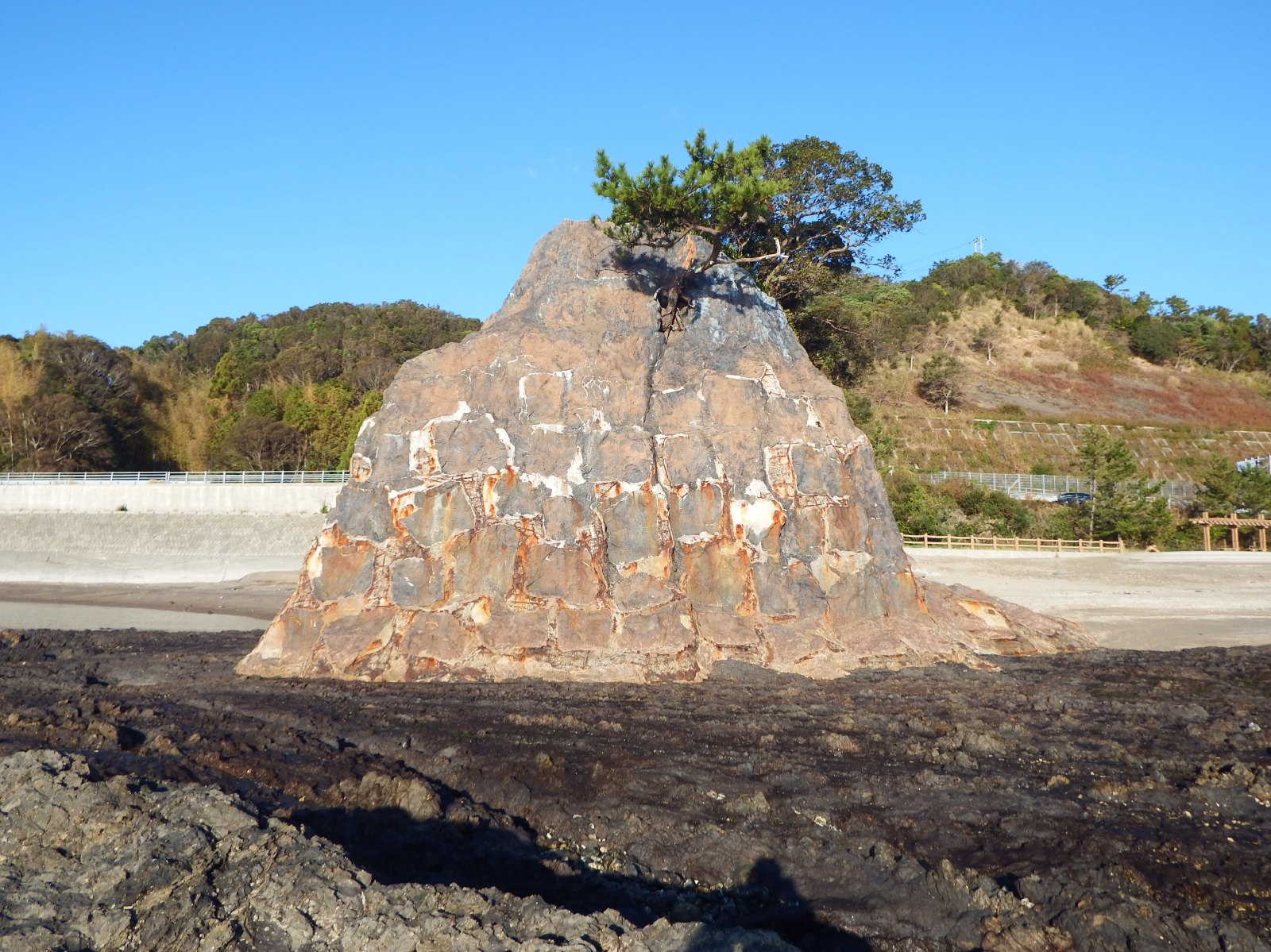
法生島（大砂海水浴場）

鯖大師と呼ばれる由縁は、この地を訪れた空海（弘法大師）の伝説による。
伝説に拠れば、平安時代初期の弘仁年間（810年 - 823年）に空海が八坂八浜を訪れた際に、行基手植えの松の下で野宿し行基の夢を見た。そこを塩鯖を馬に背負わせた馬子が通りかかった。空海が塩鯖を所望したところ、馬子は口汚くののしり断った。坂にさしかかったところで馬が急に苦しみ動かなくなった。慌てた馬子は先ほどの僧は巡錫中の空海に違いないと思い、空海に鯖を差し出し馬を治して欲しいと懇願した。空海が加持水を馬に与えたところ、馬はたちまち元気になった。また、空海が法生島（ほけじま）で先ほどの塩鯖に加持祈祷を行い、海に放ったところ塩鯖は生き返り泳いで行った。これに感服した馬子は空海の弟子となり、この地に小堂を建て行基の像を祀り「行基庵」と名付けた。また「鯖瀬庵」とも呼ばれた。空海が加持祈祷を行った海岸は鯖瀬（さばせ）と呼ばれている。

### 行基伝説
行基にまつわる鯖伝説も残されている。これは、江戸時代前期の貞享4年（1687年）に真念という僧によって書かれた四国遍路の現存する最古のガイドブックである『四国遍路道指南』（しこくへんろみちしるべ）に記載されている伝説である。
これに拠れば、行基が四国を巡錫している時にこの地を訪れた際、鯖を馬に背負わせた馬追が通りかかった。行基が鯖を所望したところ、馬追はこれを断った。行基はこれに対し「大坂や八坂坂中鯖ひとつ　行基にくれで馬の腹や（病）む」と歌を詠んだ。すると、馬は急に腹痛で動かなくなった。困った馬追は行基に鯖を差し出した。行基は今度は「大坂や八坂坂中鯖ひとつ　行基にくれて馬の腹や（止）む」と、「くれで」を「くれて」と1文字変えて詠むだけで、馬の苦しみは治まった。
この行基の話は、江戸時代初期の寛永18年（1638年）賢明によって書かれた四国巡拝の記録誌『空性法親王四国霊場御巡行記』にも記載が見られる。また、江戸時代後期の寛政12年（1800年）に作製された四国巡礼ガイドブック『四国遍礼名所図会』にも記載がある。
行基が詠んだとされる歌は、弘法大師伝説では空海が「大坂や八坂坂中鯖ひとつ　大師にくれで馬の腹や（病）む」、「大坂や八坂坂中鯖ひとつ　大師にくれて馬の腹や（止）む」と詠んだとされている。

### 鯖断ち祈願

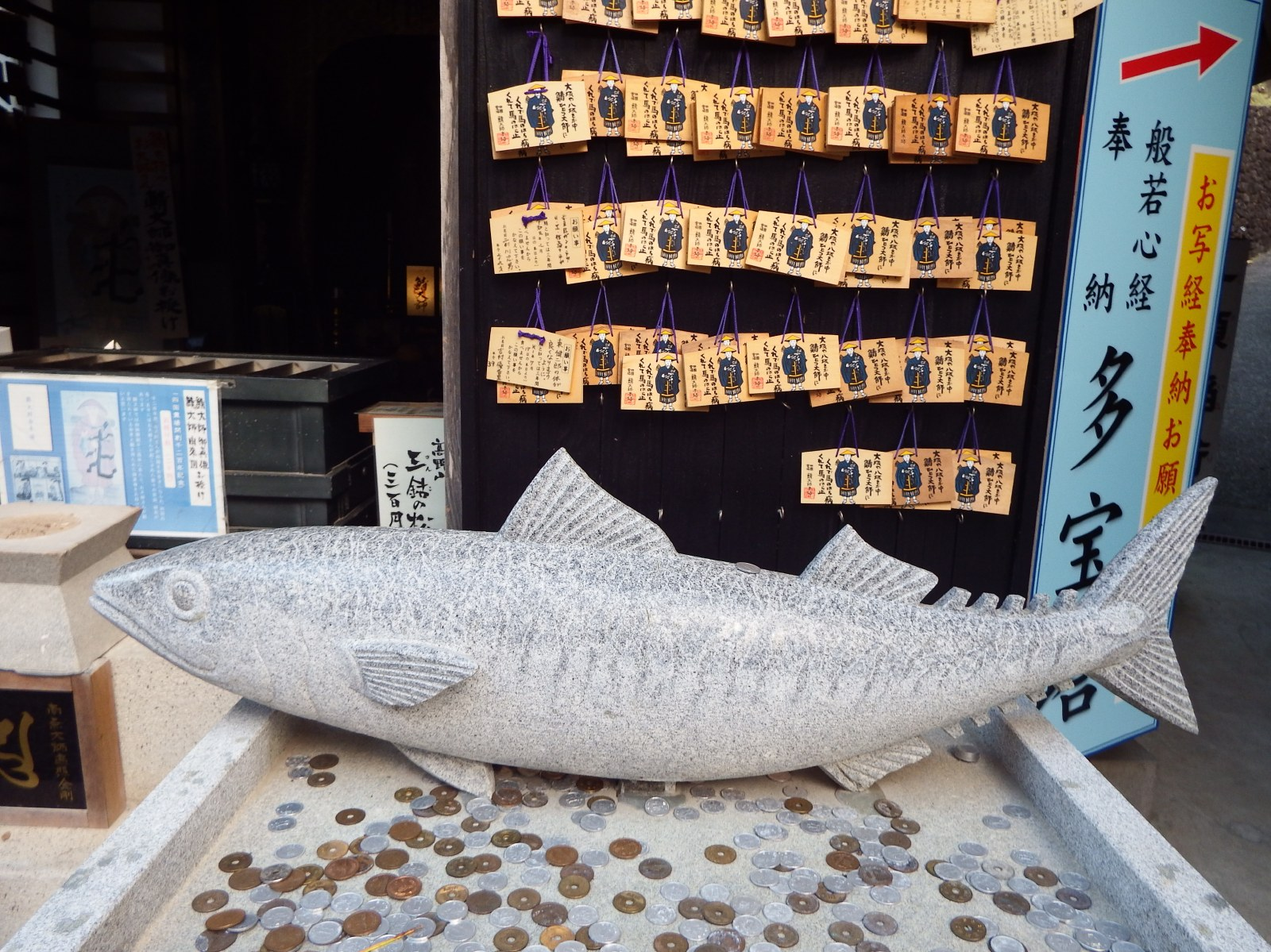
鯖

絵馬に開運、子宝成就、病気平癒などの願い事を書いて奉納し3年間鯖を口にしないことを誓う、鯖断ちの祈願を行うと願いが成就すると言われている。

### 鯖伝説について

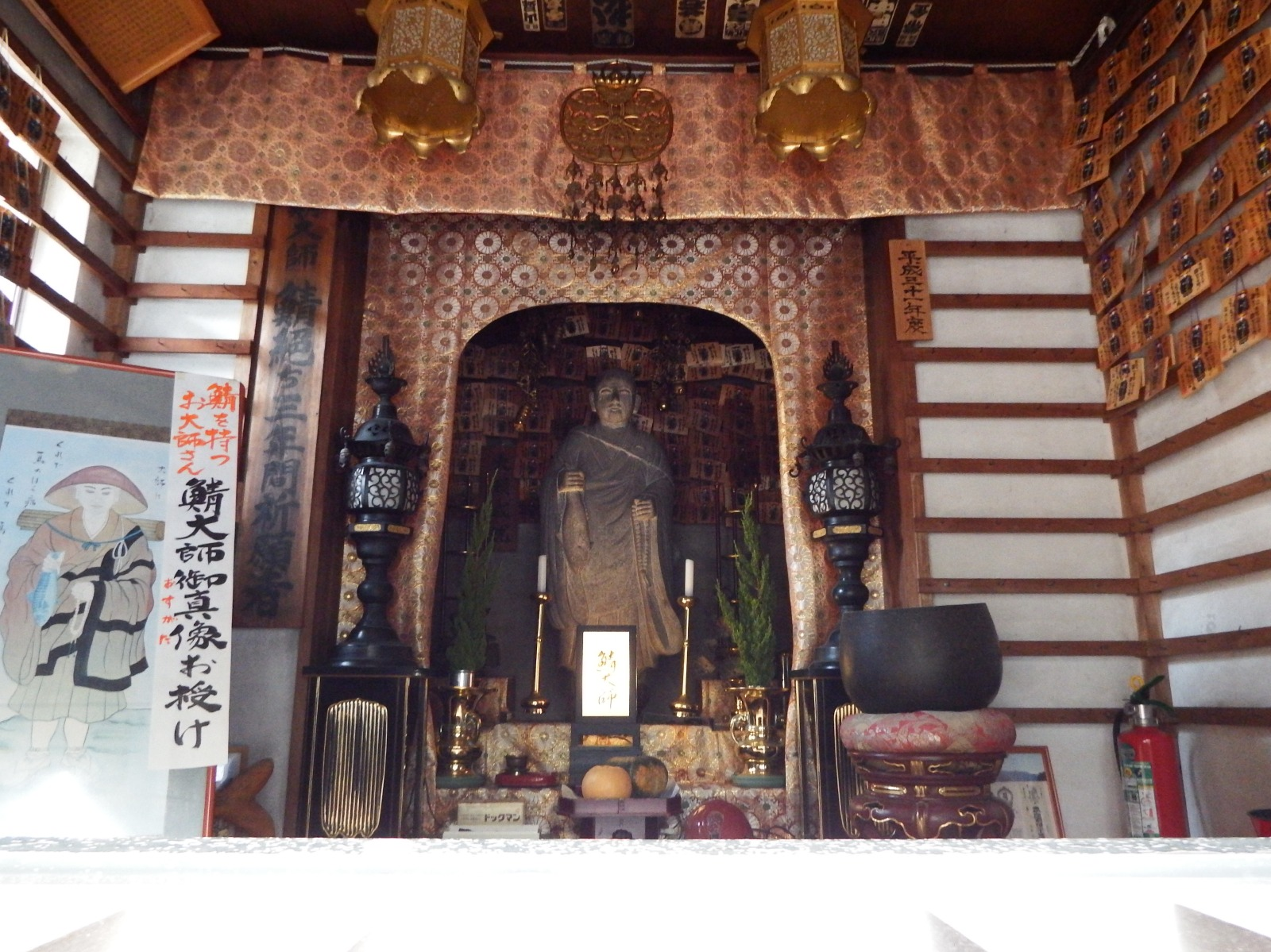
鯖を持った大師像

民俗学者の五来重は鯖大師伝説について、山姥が牛方や馬方の塩鯖を求めるという民話との関連を指摘している。これは山中や峠にさまよう荒ぶる祖霊に供物を捧げて道中の無事を祈る風習に基づくものと解釈し、またサバは仏教語で鬼神等への供物を意味する「生飯（さば・さんばん）」が同音である鯖へと変化したものではないかと考察している。
鯖大師伝説もこのような祖霊信仰が行基伝説へと変化し、大師信仰の隆盛と共に旅の僧が行基から弘法大師へと移り変わったものと指摘している。

## 境内
- 本堂：絶対秘仏の大師像

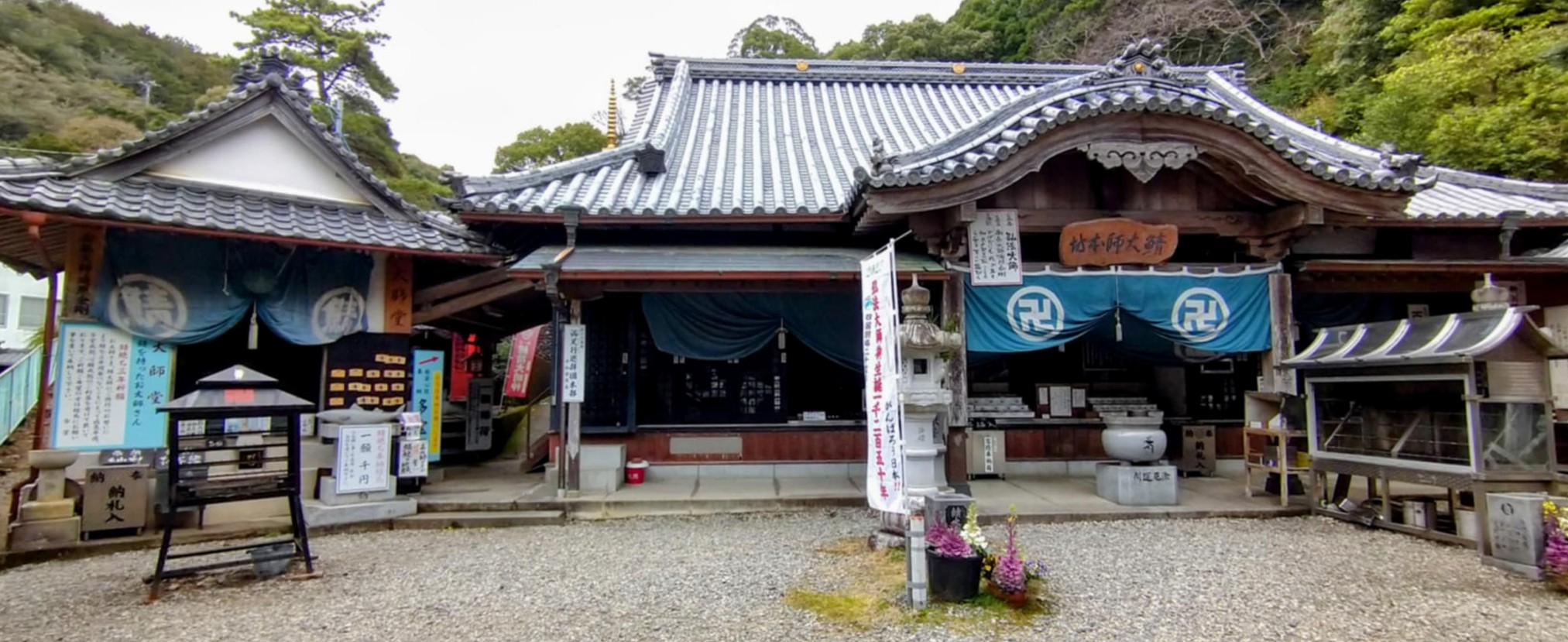
大師堂　　　　　　　　本堂

- 大師堂：鯖を持って立つ大師石像、いつでも拝顔可能
- 稲荷大明神（小堂）
- 洞窟八十八ヶ所お砂踏み霊場：本堂の右側に入口があり。
- 洞窟三十三観音お砂踏み霊場
- 護摩堂：洞窟の最奥にある空間で、不動明王立像と二童子。
- 馬頭観音堂：拝観可能。進入路の駐車場にある。
- 般若心経塔（多宝塔）：本尊は聖観音立像
- お山の八十八ヶ所：約20分で一巡
- 金刀比羅宮：山の中腹にある。
- 宿坊：鯖大師へんろ会館（2022年11月より営業休止中）[2][3]

国道55号線から進入道路を入って行き赤い欄干の橋を渡ると馬頭観音を祀った大きな堂があり、その周辺が無料の駐車場で、そこから歩いて奥に向かうと仁王像が迎えてくれる。正面に本堂があり、右手に護摩堂、左奥に本坊があり、その玄関内に納経所がある。

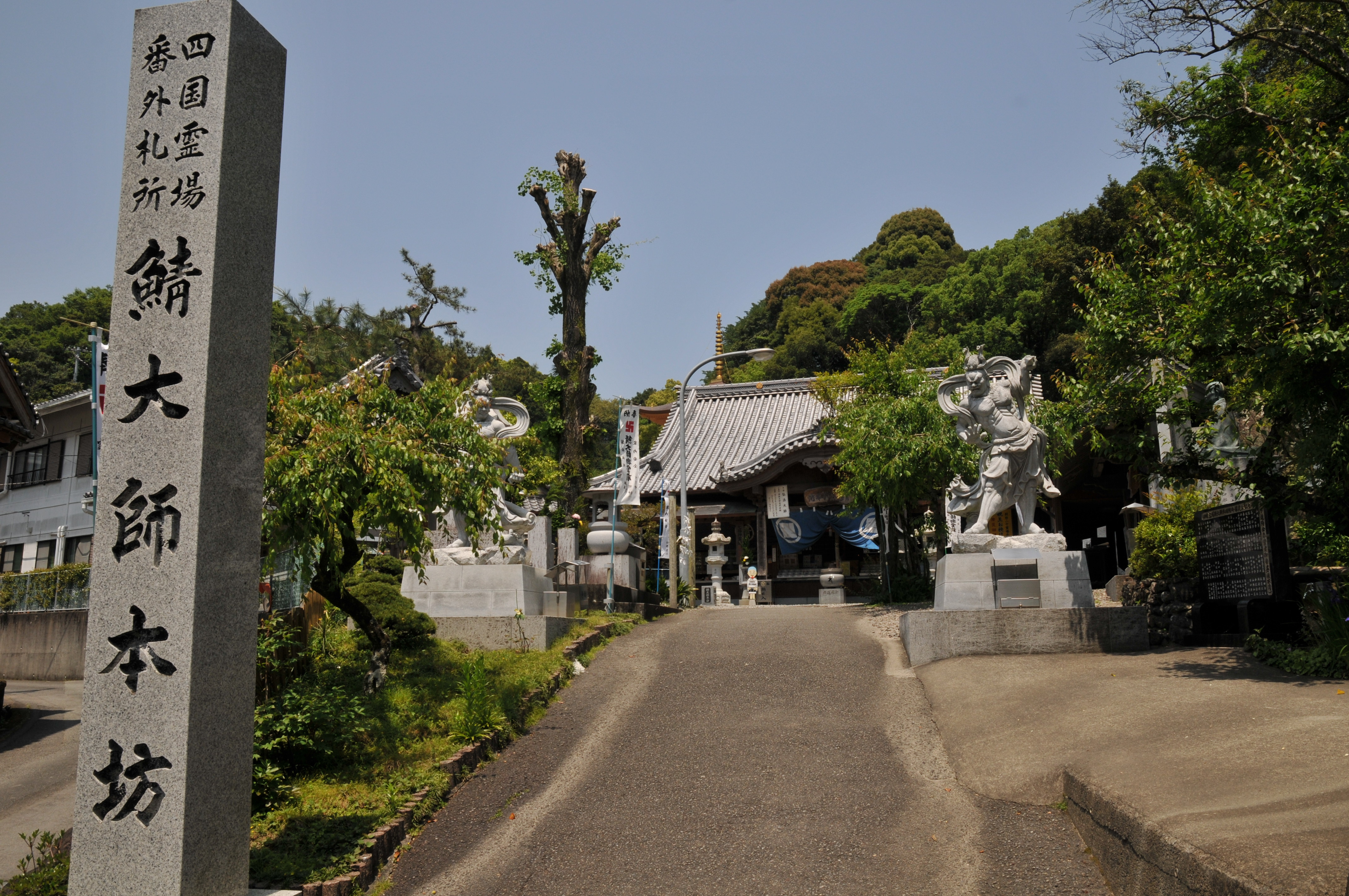
本堂エリア
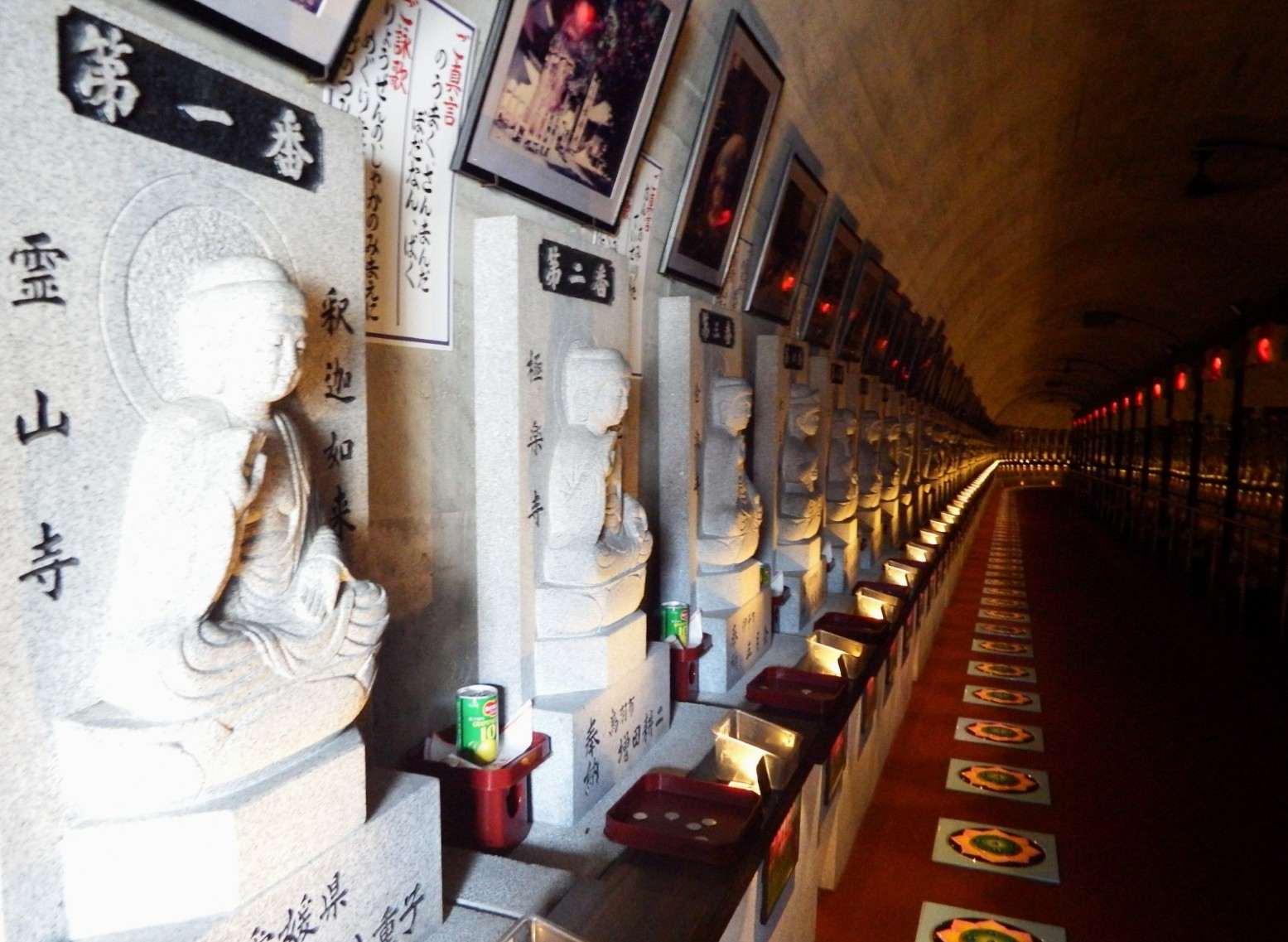
洞窟八十八ヶ所お砂踏み霊場
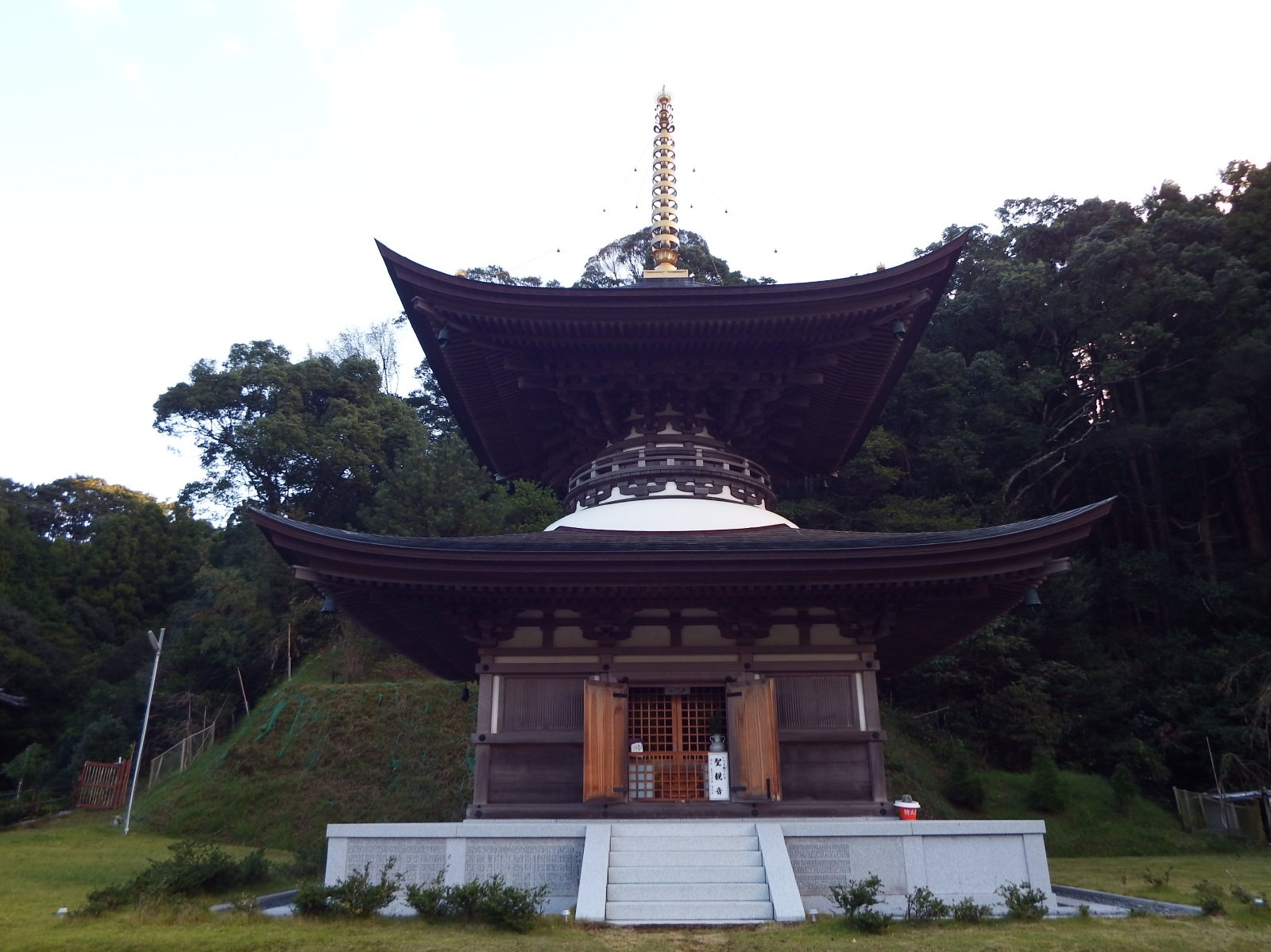
般若心経塔
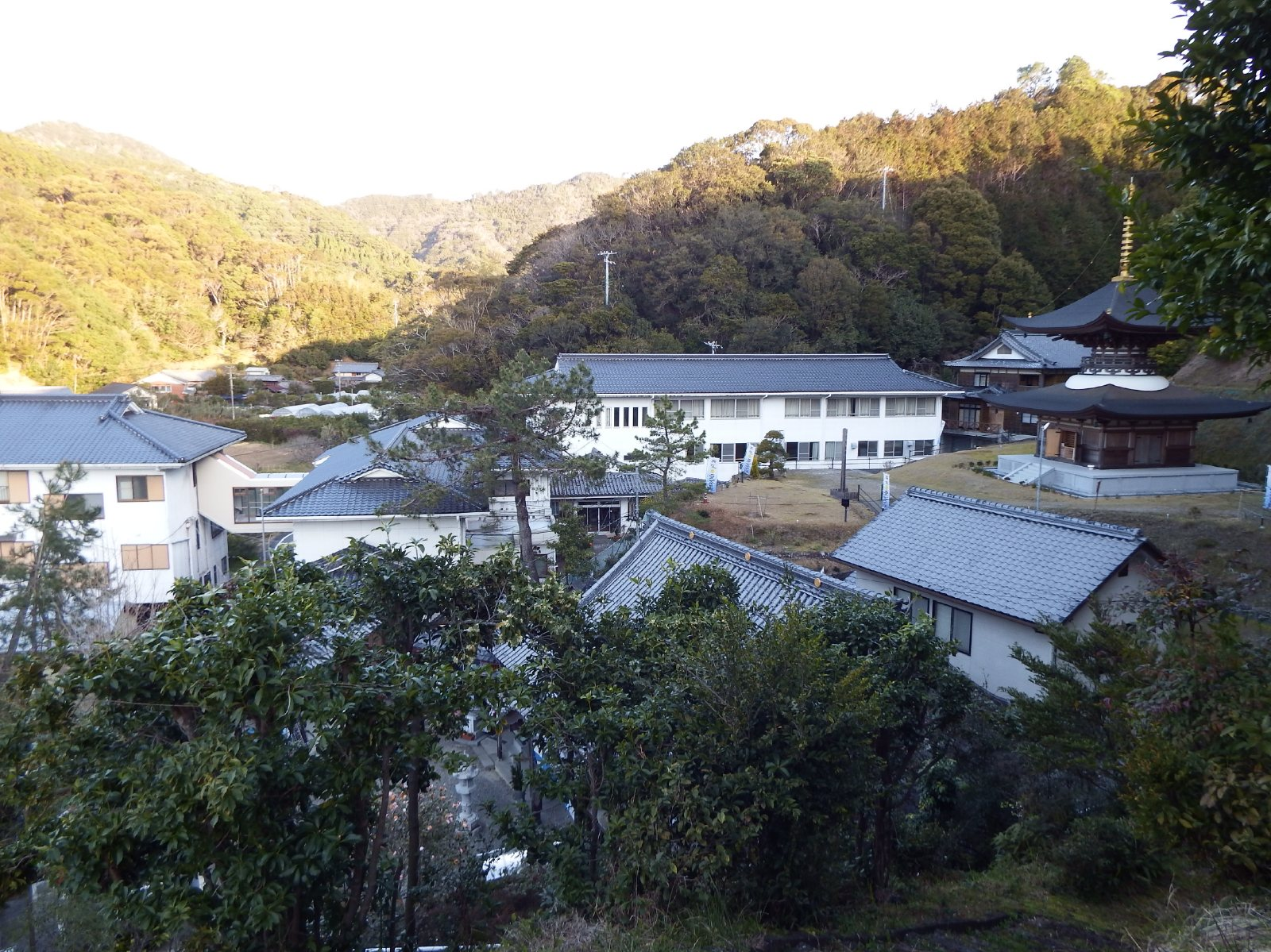
全景

## 交通案内
鉄道
- 四国旅客鉄道（JR四国） 牟岐線 – 鯖瀬駅 (0.2 km)

バス
- 徳島バス 「鯖瀬」下車 (0.2 km)

道路
- 国道55号線　鯖瀬  (0.2 km)

## 前後の札所
四国別格二十霊場
3 慈眼寺 -- (阿南市経由 78.5 km) -- 4 鯖大師本坊 -- (155.2 km) -- 5 大善寺